# بازپس‌دهی امتیازی
بازپس‌گیری امتیازی یا بازپس‌دهی امتیازی (به انگلیسی: Privilege revocation) به عملی گفته می‌شود که در آن یک موجودیت، اعم از یک کاربر یا فرایند، برخی از اختیارات خود را چه به صورت داوطلبانه و چه به صورت تحمیلی، به سیستم پس می‌دهد. در مبحث امنیت رایانه‌ای، بازپس‌گیری امتیازی اقدامی است که یک برنامه به خاطر جلوگیری از سوءاستفاده از اختیاراتش، آنها را دور انداخته و به سیستم پس می‌دهد. در حقیقت بازپس‌گیری امتیازی گونه‌ای جداسازی امتیازی است که به موجب آن یک برنامه بخش صاحب امتیاز خود را بلافاصله پس از برآورده شدن هدف خود، از کار می‌اندازد. اگر یک برنامه اختیارات که به آنها نیاز ندارد را دور نیندازد، این امکان وجود دارد که یک مهاجم با سوءاستفاده از آنها، دسترسی خود به سیستم را ترفیع دهد.